# 하서면
하서면(下西面)은 대한민국 전북특별자치도 부안군의 면이다.

## 행정 구역
- 백련리
- 석상리
- 언독리
- 장신리
- 청호리

## 관광
- 구암리 지석묘군
- 고희외문중유물
- 고흥건 신도비
- 석불산영상랜드
- 신재생에너지테마파크

## 교육
- 백련초등학교
- 하서초등학교
- 하서중학교

## 특산물
- 생활도자기
- 표고버섯
- 밀